# Il tuo vizio è una stanza chiusa e solo io ne ho la chiave
Il tuo vizio è una stanza chiusa e solo io ne ho la chiave è un film giallo del 1972, diretto da Sergio Martino.

## Trama
Oliviero Rouvigny è uno scrittore fallito che vive in una villa in Veneto con la moglie Irene, che non ama e maltratta, e ha un gatto nero, Satana, appartenuto alla madre, morta assassinata. Viene commesso un nuovo omicidio, quello della giovane amante di Oliviero, e lo scrittore è il primo sospettato, ma viene inaspettatamente scagionato dalla testimonianza d'Irene. Poco tempo dopo viene uccisa anche la domestica: Oliviero, temendo d'essere incriminato, ne mura il cadavere in cantina con l'aiuto della moglie.
Giunge alla villa Floriana, bella e spregiudicata nipote d'Oliviero, che diventa contemporaneamente l'amante d'Irene, dello zio e di Dario, giovane fattorino appassionato di motociclismo. Floriana diventa testimone dell'odio che divide i coniugi fino ad assistere una sera all'omicidio dello zio, sgozzato da Irene; ne compra il silenzio e s'allontana con Dario dalla villa. Irene, colpevole dei delitti, compreso quello della suocera, compiuti insieme all'amante Walter, incarica questi d'uccidere Floriana e Dario, quindi si libera anche di lui, spingendolo giù da un precipizio. I suoi crimini, tuttavia, vengono egualmente scoperti dal commissario Farla, seppure casualmente, grazie ai miagolii del gatto, rimasto imprigionato accanto al cadavere murato di Oliviero.

## Produzione
Il film è stato girato in Veneto tra Montagnana, Monte di Malo e Teolo e in Abruzzo a Scanno.

## Curiosità
Se non Kubrick è più che possibile che Stephen King conoscesse il film. Infatti c'è una scena in cui Irene scopre un dattiloscritto del marito in cui è riportata di continuo la frase uccidere e murare in cantina, mentre il personaggio di Walter scrive ossessivamente la parola vendetta. Shining romanzo uscì negli USA solo nel 1977. Inoltre anche il personaggio di Oliviero è uno scrittore fallito e alcolizzato.